# Западничество
Западничеството е социално-философско движение в Русия, формирано през 1830-те до 1850-те години на XIX в.
Застъпва се за модернизация на страната по западноевропейски образец. Противопоставя се на славянофилството, според което Русия има уникални характеристики и прилагането на външни модели е ненужно.
Сред най-изявените представители на западничеството са Пьотър Чаадаев, Висарион Белински, Николай Чернишевски, Иван Тургенев.